# IC 1517
IC 1517 је елиптична галаксија у сазвјежђу Рибе која се налази на листи објеката дубоког неба у Индекс каталогу.
Деклинација објекта је - 0° 18' 20" а ректасцензија 23h 56m 18,9s. Привидна величина (магнитуда) објекта IC 1517 износи 13,8 а фотографска магнитуда 14,8. IC 1517 је још познат и под ознакама MCG 0-1-8, CGCG 382-6, PGC 72942.